# ヤン・シムーネク
ヤン・シムーネク（Jan Šimůnek, 1987年2月20日 - ）は、チェコの元サッカー選手。チェコ、プラハ出身。現役時代のポジションはディフェンダー。

## 経歴

### クラブ
2007年、ACスパルタ・プラハからブンデスリーガ1部のVfLヴォルフスブルクに移籍し、2007-08シーズンにリーグ戦30試合に出場。2008-09シーズンに17試合に出場しクラブとして初のブンデスリーガ優勝に貢献したが、その後は出場機会が減りリザーブチームでのプレーを余儀なくされた。2010-11シーズンからは同じくブンデスリーガ1部の1.FCカイザースラウテルンへ移籍した。2013-14シーズンをもってクラブとの契約を満了し、2. ブンデスリーガのVfLボーフムに移籍した。

### 代表
チェコ代表としては各年代での代表経験があり、2007年にカナダで行われたFIFA U-20ワールドカップではチェコU-20代表の主将として準優勝に貢献。2009年にはA代表に招集された。

## タイトル
VfLヴォルフスブルク
- ドイツ・ブンデスリーガ (2008-09)